# Châteauneuf (Côte-d’Or)
Châteauneuf település Franciaországban, Côte-d’Or megyében. Lakosainak száma 81 fő (2022. január 1.). Châteauneuf Commarin, Sainte-Sabine, Vandenesse-en-Auxois, Bouhey és La Bussière-sur-Ouche községekkel határos.

## Népesség
A település népességének változása:
| Lakosok száma | 66   | 62   | 63   | 87   | 85   | 88   | 85   | 79   | 80   | 81   |
|               | 1968 | 1982 | 1990 | 2006 | 2013 | 2015 | 2017 | 2019 | 2020 | 2022 |